# Кендалл, Генри Уэй
Генри Уэй Кендалл (англ. Henry Way Kendall; 9 декабря 1926, Бостон, США — 15 февраля 1999, Государственный заповедник Вакула Спринг, США) — американский физик, специалист по ядерной физике, лауреат Нобелевской премии по физике в 1990 г., совместно с Джеромом Фридманом и Ричардом Тейлором, «за пионерские исследования глубоконеупругого рассеяния электронов на протонах и связанных нейтронах, существенно важных для разработки кварковой модели в физике частиц».
Член Национальной академии наук США (1992).

## Биография
Окончил Амхерстский колледж (бакалавр, 1950), степень доктора философии получил в Массачусетском технологическом институте в 1955 году.
Один из членов-основателей Union of Concerned Scientists и его председатель с 1974 году и до конца жизни. В этом качестве выступил организатором «Предупреждения человечеству» (1992), подписанного 1,7 тыс. учёных, в том числе большинством живущих Нобелевских лауреатов в области науки, предостерегающего о том, что «люди и природа находятся на траектории столкновения». Являлся также членом JASON.
Фелло Американской академии искусств и наук (1982).
Кендалл умер из-за тяжёлого кровотечения во время водолазной экспедиции в национальном парке Вакула Спрингс во Флориде.